# Институт Мизеса
Институт Людвига фон Мизеса (англ. Ludwig von Mises Institute, LvMI) — либертарианский некоммерческий аналитический центр, расположенный в Оберне, штате Алабама, США. Занимается академической и образовательной деятельностью. Представлен во многом экономистами, политическими философами и историками, которые являются сторонниками Австрийской школы. Институт назван в честь австрийского экономиста Людвига фон Мизеса при содействии его вдовы Маргит фон Мизес. Членами института являются 350 ученых и политиков. Институтом ежегодно проводятся конференции по всему миру, а также издаётся большое количество литературы и материалов, доступных по свободной модели распространения. В издаваемом им Quarterly Journal of Austrian Economics публикуются исследования и дискуссии в рамках австрийской школы. Также в 2019 году им возобновилось издание журнала Journal of Libertarian Studies, который ранее издавался с 1977 по 2008 год. В нём публикуются исследования, рецензии и дискуссии касательно либертарианской теории.
Институт финансируется за счёт частных пожертвований, не принимает контрактную работу от корпораций или других организаций, не принадлежит к какой-либо политической партии (включая Либертарианскую партию США) и не получает от них финансирование.

## История
В 1982 году, через год после ухода Мюррея Ротбарда из Института Катона, Лью Роквелл обратился к вдове Мизеса с предложением основать институт, который будет назван в честь её мужа. Почти сразу после создания к ним присоединились бизнесмен Бартон Блюмерт, занявший пост председателя, и Мюррей Ротбард, ставший академическим вице-президентом и пробывший в этой должности вплоть до своей смерти в 1995 году. Дополнительная поддержка при формировании института была от Рона Пола, ставшего ведущим консультантом, а также Генри Хэзлитта, Лоуренса Фертига и лауреата Нобелевской премии по экономике Фридриха фон Хайека. Судья Джон Денсон оказал помощь в создании Института Мизеса в кампусе Обернского университета. Оберн уже был домом для некоторых австрийских экономистов, в том числе Роджера Гаррисона. Институт Мизеса был связан с бизнес-школой Обернского университета до 1998 года, когда институт построил свое собственное здание через дорогу от кампуса. Как Кайл Вингфилд написал в 2006 году в Wall Street Journal, институт выбрал своё местоположение в Оберне из-за низкой стоимости жизни и «хорошего южного гостеприимства». Далее делается дополнительное замечание, что «южане всегда не доверяли правительству», что делает Юг США естественным домом для организации либертарианских взглядов.
По словам Роквелла и других, институт столкнулся с сильным противодействием со стороны интересов Фонда семьи Кохов во время своего развития на протяжении 1980-х годов. Последовавшая за этим идеологическая драма создала раскол среди академических сотрудников Институтом Мизеса и Институтом Катона, которые были верными союзниками на протяжении 1970-х и начала 1980-х годов.

## Деятельность
Институт занимается различной некоммерческой деятельностью. В её числе: академические исследования, экономическое и междисциплинарное образование, спонсирование грантов, стипендий своим абитуриентам и программ по получению докторской степени, издание книг, литературы и лекций, информационно-просветительские программы и различные медиа-проекты в виде подкастов, записей лекций.
С 1986 года институтом ежегодно организуются занятия «Университета Мизеса» (англ. Mises University) — летнего экономического образовательного учреждения. Занятия чередуются с группами чтения, дискуссионными семинарами, дискуссионными группами преподавателей и пленарными лекциями. Проводятся специальные сессии по экономической истории, экономике и этике, а также политической философии. Выпускники университета получают сертификат.
С 2004 по 2012 год Институт Мизеса проводил «Конференцию австрийских учёных» (ASC). Впоследствии она была заменена на «Австрийскую экономическую исследовательскую конференцию» (AERC), где ежегодно собираются теоретики либертарианства и сторонники австрийской школы. Мероприятие является международным и междисциплинарным и доступно как для приглашённых учёных, так и для аспирантов и студентов. На ней институтом присваивается 3 денежные премии: премия Лоуренса Фертига в области австрийской экономики, премия О. П. Алфорда III в области политической экономии и премия Гранта Олдрича за лучшее аспирантское эссе.

## Публикации
Институт Мизеса предоставляет в интернете большое количество книг, журнальных статей и других работ, а также архивирует различные работы на своем веб-сайте.

### Периодические
Quarterly Journal of Austrian Economics (QJAE) — это рецензируемый журнал, который освещает экономику с точки зрения австрийской школы, часто используя либертарианский теоретический аппарат. Он является прямым наследником The Review of Austrian Economics (RAE), который был создан Мюрреем Ротбардом и им же редактировался. После его смерти в 1995 году RAE два года редактировался Хансом-Херманом Хоппе, Уолтером Блоком и Джозефом Салерно. В 1998 году RAE был передан под издательство Университета Джорджа Мейсона и редактуру Питера Бёттке и Кристофера Койна, а вместо него Институт Мизеса учредил QJAE. Основная миссия журнала заключается в «развитии австрийской экономики в традициях Людвига фон Мизеса и Мюррея Ротбарда». Нынешний главный редактор — Джозеф Салерно.
Journal of Libertarian Studies (JLS) — это рецензируемый научный журнал, ежегодно публикуемый Институтом Мизеса. Он был основан весной 1977 года Мюрреем Ротбардом, редактирующим его до своей смерти в 1995 году. До 2000 года журнал издавался Центром либертарианских исследований, основанным также Ротбардом, но позже был передан под издательство Института Мизеса. В центре внимания журнала находится либертарианская теория с сильным воздействием австрийской школы и анархо-капитализма, а также работы из области истории и политической философии. Предшественником JLS является либертарианский журнал Left and Right: A Journal of Libertarian Thought, редактируемый Ротбардом с 1965 по 1968 год. После смерти Ротбарда главным редактором был Родерик Лонг (1995-2005), а далее — Ханс-Херман Хоппе (2005-2009). В 2008 году он был изменен на ежегодное печатное и онлайн-издание под редакцией Томаса Вудса. В 2019 году Институт Мизеса вновь начал издание журнала уже под редактурой Дэвида Гордона.
The Austrian — двухмесячный вестник, выпускающийся с 2015 года Институтом Мизеса под редакцией Райана Макмэйкена и являющийся преемником ежемесячного издания The Free Market (1983-2013). В каждом выпуске представлены статьи передовых либертарианских и австрийских мыслителей, разговорные интервью с ведущими бизнесменами и интеллектуальными предпринимателями, обзоры Дэвида Гордона и культурные комментарии приглашенных авторов.
The Mises Review — ежеквартальный обзор литературы в социальных науках, выходивший с 1995 по 2012 год под редакцией Дэвида Гордона.
The Libertarian Forum — это журнал, который редактировался (и в основном пополнялся) Мюрреем Ротбардом с 1969 по 1984 год. В нём содержатся существенные теоретические материалы, комментарии по вопросам политики, подробности споров и аргументов в рамках либертарианского движения, а также прогнозы относительно будущего свободы. Впоследствии он был скомпилирован и издан Институтом Мизеса как The Complete Libertarian Forum в двух томах в 2010 году.
Кроме этого, институт также размещает статьи Reason Papers, который является рецензируемым журналом по междисциплинарным нормативным исследованиям, издающийся ежегодно. Он был основан в 1974 году и редактировался Тибором Маханом с 1 по 25 выпуски. Начиная с выпуска 26 (лето 2003 года), он редактируется Эоном Скоблом.

### Книги
Институт Мизеса активно издаёт и переиздаёт книги большинства представителей Австрийской школы. Жанровая ротация представляет собой полный комплекс социальных научных трудов — от истории США до теории денег и кредита. Почти все книги доступны в электронном виде бесплатно на сайте института, а бумажные версии продаются в MisesBookstore без наценки по себестоимости.

## Финансирование и налоговый статус
Институт Мизеса это некоммерческая организация типа 501(c)(3), что значит её полное освобождение от уплаты налогов согласно налоговому кодексу США. Он финансируется в основном за счет частных пожертвований, а также получает доход от продажи книг и иных услуг в рамках студенческих программ. Помимо этого свободные средства институт вкладывает в инвестиции, в частности, в золото и серебро. Ханс-Херман Хоппе, почётный научный сотрудник и близкий друг Лью Роквелла, отмечает, что институт существует за счёт огромного количества мелких доноров, что позволяет ему оставаться независимым и не испытывать давление со стороны больших спонсоров Организация не сотрудничает с корпорациями в рамках контрактных обязательств..
В 2020 финансовом году доход Института Мизеса составил 13,8 млн долларов. Расходы составили 5,2 млн долларов, большая часть из которых это реализация студенческих программ Института. В его владении находятся активы на 40,7 млн. долларов, 31,6 млн. из которых заложены в инвестициях.
Согласно Благотворительному навигатору, некоммерческой организации в США, занимающейся аудитом других некоммерческих организаций, у Института Мизеса хорошее «финансовое здоровье». По их оценке подотчетность и прозрачность организации не вызывает никаких сомнений.

### Детали структуры финансирования

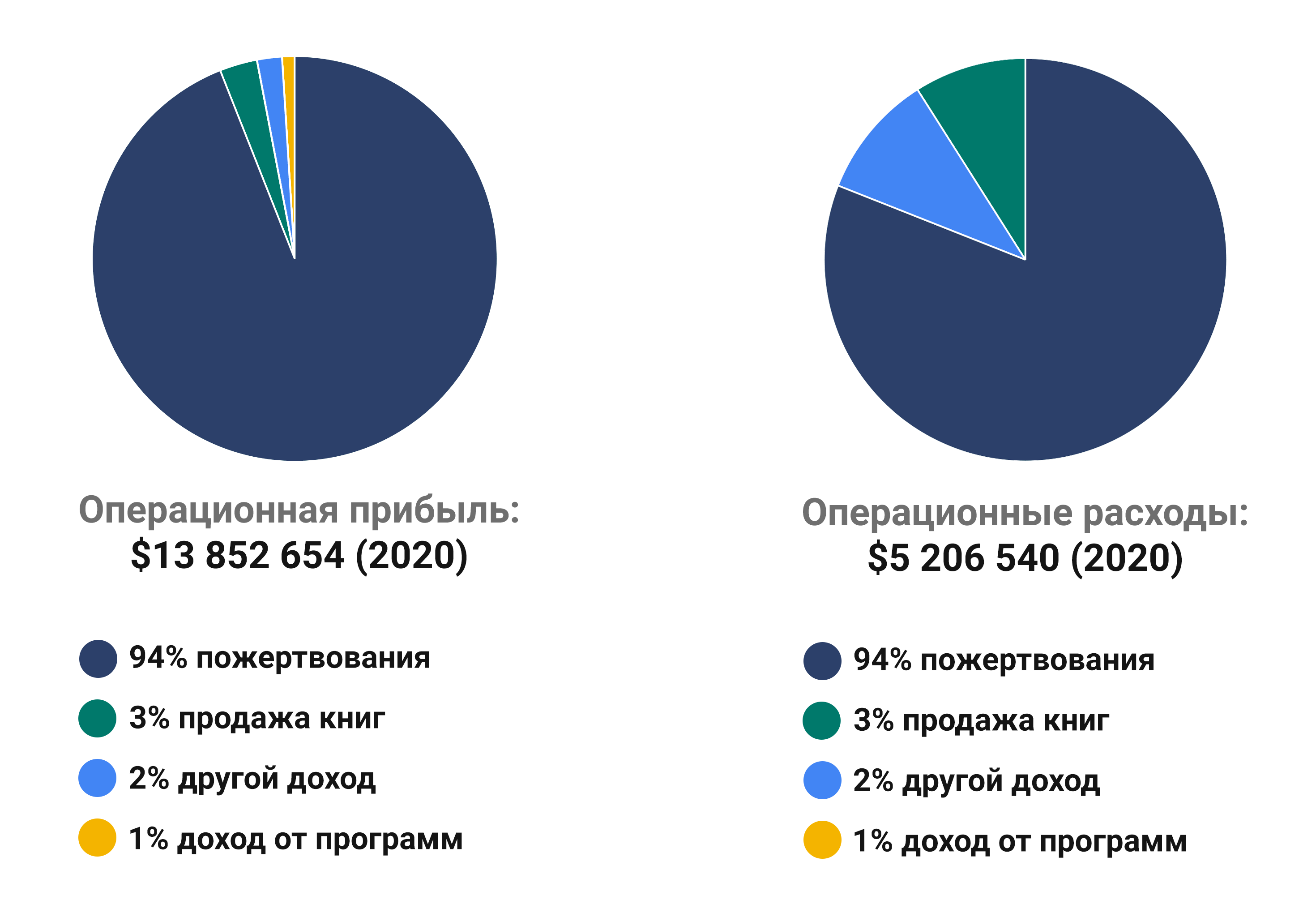
Финансовая структура Института Мизеса в 2020 году

## Награды
Институт присуждает ряд премий:
- Медаль Свободы Мюррея Ротбарда — в знак признания значительного вклада в защиту свободы и лидерства либертарианского движения, за исследовательские или общественные достижения.
- Премия Гэри Шларбаума ($10 000 и медаль) — за неугасаемую защиту свободы (1992-2012); после 2012 за выдающиеся достижения в области научных исследований и преподавания перспективному молодому учёному.
- Премия Фрэнка и Харриет Курцвег ($5 000) — за произведение, посвященное воспеванию идеалов персональной свободы или частной собственности.
- Премия Джорджа Кетера ($2 500 и медаль) — за выдающуюся книгу или эссе, изучающие свободный рынок.
- Премия Лоренса Фертига по австрийской экономической теории ($1 000) — за лучшую публикацию по экономической теории, которая развивает австрийскую традицию.

## Выдающиеся сотрудники
Известные деятели, связанные с Институтом Мизеса:

### Ведущие исследователи
- Уолтер Блок, старший научный сотрудник
- Томас ДиЛоренцо
- Джеффри М. Хербенер
- Ханс-Херман Хоппе, почётный научный сотрудник
- Питер G. Клейн
- Ральф Райко
- Джозеф Салерно
- Марк Торнтон
- Томас Вудс

### Исследователи
- Уильям Л. Андерсон
- Джин Кэллахан
- Ричард Эблинг
- Роджер Гаррисон
- Пол Готтфрид
- Отто фон Габсбург
- Стив Хенке
- Роберт Хиггз
- Хесус Уэрта де Сото
- Стефан Кинселла
- Израэль Кирцнер
- Дональд Ливингстон
- Карло Лоттиэри
- Венди МакЭлрой
- Роберт П. Мерфи
- Гэри Норт
- Лоуренс Рид
- Джордж Рейсман
- Морган Рейнолдс
- Пол Крэйг Робертс
- Паскаль Салин
- Крис Сциабарра
- Артур Селдон
- Sudha Shenoy
- Барри Смит